# My Chemical Romance
My Chemical Romance este o formație rock americană fondată în 2001. În prezent, membrii formației sunt Gerard Way, Ray Toro, Frank Iero, Mikey Way. Membri care au făcut parte din formație sunt Bob Bryar și Matt Pelissier.

## Istorie

### Începutul
Formația a fost fondată de Gerard Way și fostul toboșar Matt Pelissier aproape o săptămână după atentatul de la 11 septembrie 2001. Gerard a fost martor la actul de terorism de la World Trade Center. Acest lucru i-a marcat viața astfel a decis să înființeze o formație. Gerard a scris piesa "Skylines and Turnstiles" pentru a-și exprimata trăirile lui sufletești despre 11 septembrie. După puțin timp, Ray Toro a fost întrebat dacă vrea să intre în formație pentru că în acel moment Gerard nu putea cânta cu vocea și cu chitara în același timp. Primele sesiuni de înregistrare au avut loc în podul lui Pelisser, unde cântecele "Our lady of sorrows"(denumit inițial "Bring More Knives") și "Cubicles" au fost înregistrate. După ce a auzit demo-ul, Mikey Way, fratele mai mic al lui Gerard, a decis să se alăture trupei, după ce a părasit colegiul. Acesta este și cel care a găsit numele formației, în timp ce lucra în librăria Barnes & Noble a găsit inspirația în titlul unei cărți a lui Irvine Welsh numită Ecstasy: Three Tales of Chemical Romance. În timpul colaborării cu Eyeball Records, membrii trupei l-au întâlnit pe Frank Iero, vocalist și chitarist al trupei Pencey Prep. După despărțirea lui Pencey Prep în 2001-02, Iero a devenit membru My Chemical Romance, doar cu câteva zile înainte de începerea înregistrărilor pentru albumul de debut al trupei. Primul lor album, I Brought You My Bullets, You Brought Me Your love a fost înregistrat la doar trei luni de la formarea trupei și a fost lansat în 2002, prin Eyeball Records. Albumul a fost produs de Geoff Rickly, solistul trupei Thursday. Deși s-a alăturat formației cu doar câteva zile înainte de începerea înregistrărilor, Iero a cântat la chitara în două melodii, una dintre ele fiind "Early Sunsets Over Monroeville". În acest timp, trupa era programată să cânte într-un loc bine-cunoscut pentru concerte, Big Daddy's, unde a început să primească din ce în ce mai multă atenție.
La finalul anului 2010 melodia lor "NA NA NA" a fost melodia oficiala a PPV WWE TLC (Tables, Laders and Chairs). În anul 2013, My Chemical Romance s-au despǎrțit.

### Semnarea contractului cu o casă de discuri și Three Cheers for Sweet Revenge (2003-2006)
Pe 31 august 2003, trupa a anunțat prin intermediul site-ului lor că a semnat un contract cu Reprise Records. După un turneu cu Avenged Sevenfold, trupa a început să lucreze la cel de-al doilea album, intitulat Three Cheers for Sweet Revenge, care a fost lansat pe 8 iunie 2004. La o lună după lansarea albumului, trupa l-a înlocuit pe toboșarul Matt Pelissier cu Bob Bryar. MCR a lansat patru single-uri de pe album: "I'm Not Okay (I Promise)", "Thank You for the Venom", "Helena" și "The Ghost of You". Albumul a obținut discul de platină în puțin peste un an de la lansare.
La începutul anului 2005, trupa a fost prezentă în primul turneu Taste of Chaos alături de The Used și Killswitch Engage. Trupa a fost, de asemenea, în deschiderea turneului American Idiot al celor de la Green Day. Au fost apoi cap de afiș la Warped Tour 2005 alături de Fall Out Boy și într-un turneu cu Alkaline Trio și Reggie and the Full Effect în SUA. În același an, My Chemical Romance a colaborat cu The Used pentru un cover al clasicului Queen și David Bowie, "Under Pressure", care a fost lansat ca single caritabil pentru ajutorarea victimelor tsunami pe iTunes și online.
În martie 2006, a fost lansat albumul Life on the Murder Scene, care încorporează un CD și două DVD-uri. Acesta a inclus un DVD documentar care prezintă istoria trupei și un al doilea DVD cu videoclipuri, filmări ale videoclipurilor și spectacole live. Un DVD biografic neautorizat Things That Make You Go MMM! a fost lansat, de asemenea, în iunie 2006. DVD-ul nu conține de fapt niciun clip muzical sau spectacol My Chemical Romance, dar conține interviuri cu cei care au cunoscut trupa înainte de a deveni cunoscuți. O biografie intitulată Something Incredible This Way Comes a fost de asemenea lansată, scrisă de Paul Stenning și publicată în 2006. Aceasta conține informații despre începuturile trupei până la cel de-al treilea album al lor, The Black Parade.

### The Black Parade (2006–2009)
My Chemical Romance a început să înregistreze cel de-al treilea album de studio pe 10 aprilie 2006 cu Rob Cavallo, producătorul multor albume ale Green Day. Inițial s-a crezut că se va intitula The Rise and Fall of My Chemical Romance (cu referire la The Rise and Fall of Ziggy Stardust and the Spiders from Mars de David Bowie), dar într-un interviu pentru Kerrang! Gerard Way a sugerat că acesta a fost doar un titlu de lucru al albumului, declarând: "Nu a fost niciodată titlul albumului, a fost mai mult o parodie sau o glumă.".
Pe 3 august 2006, trupa a terminat filmările videoclipurilor pentru primele două single-uri de pe album, "Welcome to the Black Parade" și, deși nu a fost lansat până în ianuarie 2007, "Famous Last Words". Ambele videoclipuri au fost regizate de Samuel Bayer, regizorul videoclipurilor "Smells Like Teen Spirit" al Nirvana și "American Idiot" al Green Day. În timpul filmărilor pentru cel de-al doilea videoclip, membrii trupei Gerard Way și Bob Bryar au fost răniți. Way a suferit o ruptură de ligamente la gleznă, iar Bryar o arsură la picior care i-a provocat o infecție severă cu stafilococ care a necesitat o monitorizare constantă în spital. În consecință, trupa a fost nevoită să anuleze câteva date din turneu. În timp ce aceste răni au fost raportate de mai multe agenții de știri ca fiind rezultatul unui accident de mașină, o declarație publicată de trupă pe site-ul lor și pe pagina de MySpace a confirmat că aceste răni au avut loc pe platoul de filmare al videoclipului.
Pe 22 august 2006, trupa a susținut un concert special unic la Hammersmith Palais din Londra, cu o capacitate de 1.800 de locuri. Spectacolul s-a epuizat în 15 minute, ceea ce a dus la revânzarea biletelor pe eBay la prețuri mult peste valoarea nominală. A fost anunțat numele albumului și 20 de persoane îmbrăcate în pelerine negre, cu fețele ascunse, au defilat în jurul sălii Hammersmith, urmate de un grup mare de fani și membri ai echipei de stradă cu pancarte pe care scria "The Black Parade". Mai târziu, în timpul spectacolului, au fost confirmate titlul albumului și data de lansare în Marea Britanie. Înainte ca trupa să urce pe scenă, s-a anunțat că My Chemical Romance nu poate cânta, dar că va fi înlocuită de The Black Parade. După ostilitatea inițială a mulțimii, a devenit clar că trupa cânta pur și simplu sub un pseudonim, în concordanță cu tema albumului. De atunci, trupa a cânta sub pseudonimul "The Black Parade", purtând costumele văzute în videoclipurile albumului. Gerard Way ar fi adoptat persoana liderului formației de marș, The Black Parade, și își varia comportamentul și prestația în consecință. Trupa a fost îmbrâncită în timpul unei prestații la Reading Festival de către fanii trupei Slayer, care au cântat înaintea lor la festival; Way a descris mai târziu acest lucru ca fiind "cea mai mare victorie a lor ca spectacol".
"Welcome to the Black Parade" a fost lansat ca single pe 11 septembrie 2006. Pe 26 septembrie 2006, videoclipul piesei a fost lansat în Marea Britanie, iar pe 27 septembrie în SUA. Single-ul a devenit primul număr unu al trupei în UK Singles Chart în octombrie 2006. The Black Parade a fost lansată pe 23 octombrie 2006 în Marea Britanie și pe 24 octombrie 2006 în Statele Unite ale Americii, cu recenzii pozitive. În SUA, "Welcome to the Black Parade" a ajuns pe locul nouă în Billboard Hot 100, fiind singurul hit de top 10 al trupei până în prezent în acest top.
Majoritatea concertelor din cadrul turneului The Black Parade World Tour au implicat utilizarea de efecte pirotehnice, în special în timpul pieselor "Mama" și "Famous Last Words".
Turneul The Black Parade World Tour a început pe 22 februarie 2007, cele 133 de concerte care au avut ca formații de suport pe Rise Against, Thursday și Muse. James Dewees, solistul trupei Reggie and the Full Effect, s-a alăturat trupei pentru a cânta la clape și sintetizatoare începând de atunci. În aprilie 2007, s-a anunțat că Mikey Way va părăsi temporar turneul pentru a petrece timp cu noua sa soție, Alicia Simmons-Way. Înlocuitorul temporar al lui Way a fost Matt Cortez, un prieten al trupei. În timpul celei de-a treia etape a turneului, ca trupă de deschidere pentru Muse, membrii My Chemical Romance și echipa lor, împreună cu membrii echipei Muse, au suferit o intoxicație alimentară și, în consecință, au fost nevoiți să anuleze șase spectacole. Trupa a participat ulterior la turneul Projekt Revolution al lui Linkin Park în 2007, alături de Placebo, Mindless Self Indulgence, Saosin, Taking Back Sunday și HIM.
My Chemical Romance a primit o serie de aprecieri pentru The Black Parade. Kerrang! a evaluat The Black Parade ca fiind al patrulea cel mai bun album al anului 2006. În clasamentul revistei Rolling Stone al celor mai bune 50 de albume ale anului 2006, The Black Parade a fost votat al 20-lea cel mai bun album al anului. My Chemical Romance a câștigat premiul pentru cea mai bună trupă internațională la Premiile NME din 2007, iar Gerard Way a câștigat și premiul pentru Eroul Anului. My Chemical Romance a fost nominalizat și pentru cel mai bun grup alternativ la Premiile Muzicale Americane din 2007.
Trupa a anunțat pe un blog de pe site-ul lor că va pleca într-un ultim turneu în Statele Unite înainte de a lua o pauză. În același timp, au anunțat că vor lansa o colecție de DVD/CD-uri live intitulată The Black Parade Is Dead!", care include două concerte din octombrie 2007, ultimul concert Black Parade din Mexic și un mic concert la Maxwell's din New Jersey. DVD/CD-ul trebuia să fie lansat pe 24 iunie în Statele Unite și pe 30 iunie în Marea Britanie, dar a fost amânat pentru 1 iulie din cauza unei defecțiuni tehnice în timpul concertului din Mexic. Pe 3 februarie 2009, a fost lansat un EP cu melodii B-side de pe single-urile de pe The Black Parade, intitulat The Black Parade: The B-Sides. Trupa a anunțat apoi că va lansa "o colecție de nouă videoclipuri live nemaivăzute până acum, direct din setul de bis al concertului din Mexico City din octombrie 2007" în timpul turneului lor Black Parade World Tour, intitulat ¡Venganza!". Lansarea a venit pe un stick în formă de glonț și conținea, de asemenea, fotografii exclusive ale trupei de la concert. A fost lansat pe 29 aprilie 2009.

### Reuniunea
My Chemical Romance s-au reunit oficial pe data de 31 Octombrie 2019.

## Discografie

### Albume de studio
- I Brought You My Bullets, You Brought Me Your Love (2002)
- Three Cheers for Sweet Revenge (2004)
- The Black Parade (2006)
- Danger Days: The True Lives of the Fabulous Killjoys (2010)